# Paragaleopsomyia cecidobroter
Paragaleopsomyia cecidobroter is een vliesvleugelig insect uit de familie Eulophidae. De wetenschappelijke naam is voor het eerst geldig gepubliceerd in 1982 door Gordh & Hawkins.